# 維申基 (奧斯特羅赫區)
50°27′21″N 26°24′11″E / 50.45583°N 26.40306°E
維申基（烏克蘭語：Вишеньки），是烏克蘭西北部的村莊，隸屬里夫內州的里夫內區。該村面積0.57平方公里，海拔高度212米，2001年人口189，人口密度每平方公里332.8人。